# Ramiro Ballivián
Ramiro Daniel Ballivián (Coripata, Bolivia; 8 de abril de 1992) es un futbolista boliviano. Juega como lateral derecho o extremo derecho en el Club Aurora de la Primera División de Bolivia.

## Trayectoria

#### Universitario de Sucre
Llegó a Universitario de Sucre en 2008, jugando en el equipo capitalino siete años.

#### The Strongest
Llegó a The Strongest en 2015. En 2016 se coronó campeón del torneo apertura luego de derrorar a nada más y menos que el Bolívar, el máximo rival del club.

## Selección nacional

### Categorías inferiores
- Disputó el Campeonato Sudamericano Sub-15 del año 2007 realizado en Brasil con la Selección de futbol sub-15 de Bolivia jugando 3 partidos.[4]
- Disputó el Campeonato Sudamericano Sub-17 del año 2009 realizado en Chile con la Selección de fútbol sub-17 de Bolivia, jugando 3 partidos. Óscar Villegas fue su entrenador.
- Disputó el Sudamericano Sub-20 del año 2011 realizado en Perú con la Selección de fútbol sub-20 de Bolivia, jugando 4 partidos.

### Selección absoluta
El jugador fue convocado en 2014 por Xavier Azkargorta para amistosos internacionales. Hizo su debut el 7 de septiembre del 2014 ante Ecuador. Su segundo partido con la verde fue contra México el 10 de septiembre de eso año.
En 2016 nuevamente sería convocado para las eliminatorias de clasificación para el Mundial de Rusia 2018. Su regreso con la selección fue el 15 de septiembre de 2016 ante Paraguay entrando en reemplazo de Erwin Saavedra a los 70 minutos del partido, su seleccionado ganó el partido con un autogol de Gustavo Gómez Portillo.

## Clubes
| Club                   | País    | Año             |
| ---------------------- | ------- | --------------- |
| Universitario de Sucre | Bolivia | 2008 - 2015     |
| The Strongest          | Bolivia | 2015 - 2018     |
| Jorge Wilstermann      | Bolivia | 2019 - 2022     |
| Aurora                 | Bolivia | 2023 - Presente |

## Palmarés

### Títulos nacionales
| Título           | Club                 | País    | Año           |
| ---------------- | -------------------- | ------- | ------------- |
| Primera División | Universitario (USFX) | Bolivia | Apertura 2008 |
| Primera División | Universitario (USFX) | Bolivia | Clausura 2014 |
| Primera División | The Strongest        | Bolivia | Apertura 2016 |
| Primera División | Jorge Wilstermann    | Bolivia | Clausura 2019 |